# قلعه قارص
قلعه قارص (ترکی استانبولی: Kars Kalesi, ارمنی: Կարսի բերդ) یک قلعه قدیمی است که در قارص ترکیه واقع شده‌است. همچنین با نام Iç Kale («قلعه مرکزی / قلعه داخلی»، «ارگ») شناخته می‌شود. این بنا در سال ۱۱۵۳ توسط دودمان باگراتونی ساخته شده‌است. دیوارهای بیرونی اطراف شهر در قرن ۱۲ ساخته شده.
این بنا در سال ۱۳۸۶ توسط تیمور تخریب شد، در سال ۱۵۷۹ توسط مصطفی پاشا که به دستور سلطان عثمانی مراد سوم به قارص آمد دوباره بازسازی شد.

## نگارخانه

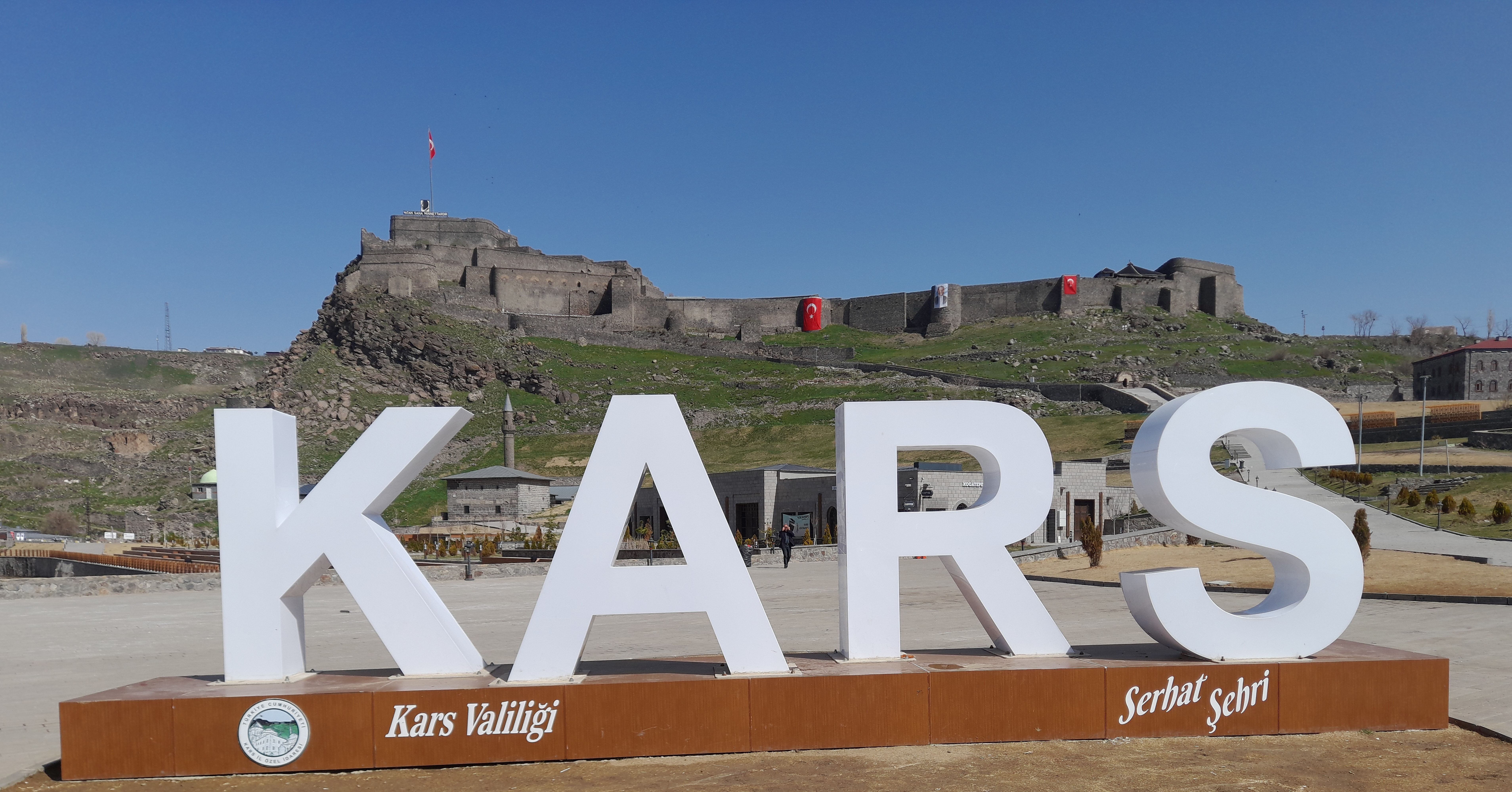
دورنمایی از قلعه‌ی قارص و لوگوی شهر که در مقابلش قرار گرفته و نام لاتین آن یعنی: Kars را نمایش می‌دهد.